# 1998年飓风玛德琳
飓风玛德琳（英語：Hurricane Madeline）是1998年太平洋飓风季形成的最后一个热带气旋，也是该季第13场获命名的风暴和第九场飓风。系统源于同年9月25日离开非洲西海岸的东风波，起初向西穿越大西洋，再于10月5或6日从中美洲上空经过。系统逐渐增强，于10月16日成为热带低气压，而且当天就增强成热带风暴并获名“玛德琳”。10月17日，气旋达到飓风标准，然后在行进至纳亚里特州圣布拉斯西南方向约150公里海域时达到最高强度，持续风速约为每小时140公里。
在最高强度下保持约18小时后，玛德琳开始减弱，于10月19日降级成热带低气压，并且次日早上便已完全消散。虽然这场飓风自始至终没有登陆，但其雨带还是对墨西哥沿海地区产生影响，只是损失数额及人员伤亡情况缺乏统计。气旋的残留湿气继续北上，在德克萨斯州中部引发洪灾，导致31人死亡，损失总额高达7.5亿美元（1998年美元）。

## 气象历史
1998年9月25日，有东风波离开非洲西海岸，并逐渐产生位置集中但时断时续的对流活动。东风波穿越大西洋和加勒比海，于10月5或6日经过中美洲进入东太平洋。几天后，系统中的对流有所增长，气象机构开始采用德沃夏克分析法分析系统。卫星图像表明系统曾于10月11日消散，但墨西哥近海还是在云系持续。四天后，系统得以再生，其上空有良好的外流，深层对流也变得更加集中，估计系统于协调世界时10月16日凌晨0点在曼萨尼约西南偏西方向约370公里洋面发展成热带低气压。气旋结构起初杂乱无章，气象部门因此难以确定其准确动向，直到数小时后才预测系统是朝西北偏北前进。由于高空大气环境有利，深层对流得以逐渐集中，系统成为热带低气压约12小时后就在哈利斯科州最西侧的科连特斯角（Cabo Corrientes）西南方向约270公里海域增强成热带风暴并获名“玛德琳”（Madeline）。
当天下午，对流带云层顶端温度略有回升，但风暴还在继续强化。不久后，玛德琳几乎停止移动，雷暴活动范围受限。受逐渐逼近的中层低压槽影响，气旋转向东北，其组织结构逐渐改善，发展出带状特征，再于10月17日晚达到飓风标准。但据卫星图像显示，玛德琳的对流活动基本局限在西侧，同时气旋内开始形成风眼。10月18日清晨，飞入风暴的飓风猎人侦察机所测最低中心气压值为985毫巴（百帕，29.1英寸汞柱），系统此时正沿大规模东西走向高压脊轴线的西部边缘朝东北方向移动，前进速度约为每小时6.4公里。玛德琳的风眼接下来被云层填充，中心附近和附近略有提高。不过，上层外流仍然非常有利，美国国家飓风中心因此预测飓风还会小幅增强。
不久后，风暴在纳亚里特州圣布拉斯（San Blas）西南方向约150公里洋面达到风力时速150公里的最高强度。玛德琳在最高强度下保持了约18小时，并再度回转朝西北方向移动。受南向风切变影响，10月19日时气旋内只有小范围深层雷暴活动存在，卫星图像也开始变得模糊起来。飓风很快就减弱成热带风暴，并且当天夜间就因强烈风切变影响导致对流几乎被完全剥离。10月19日，玛德琳降级成热带低气压，仅在下加利福尼亚州最南端同墨西哥本土间的中途海域附近保持有低空云层漩涡。到了10月20日早上6点，气旋残留已完全消散。

## 防灾措施和影响

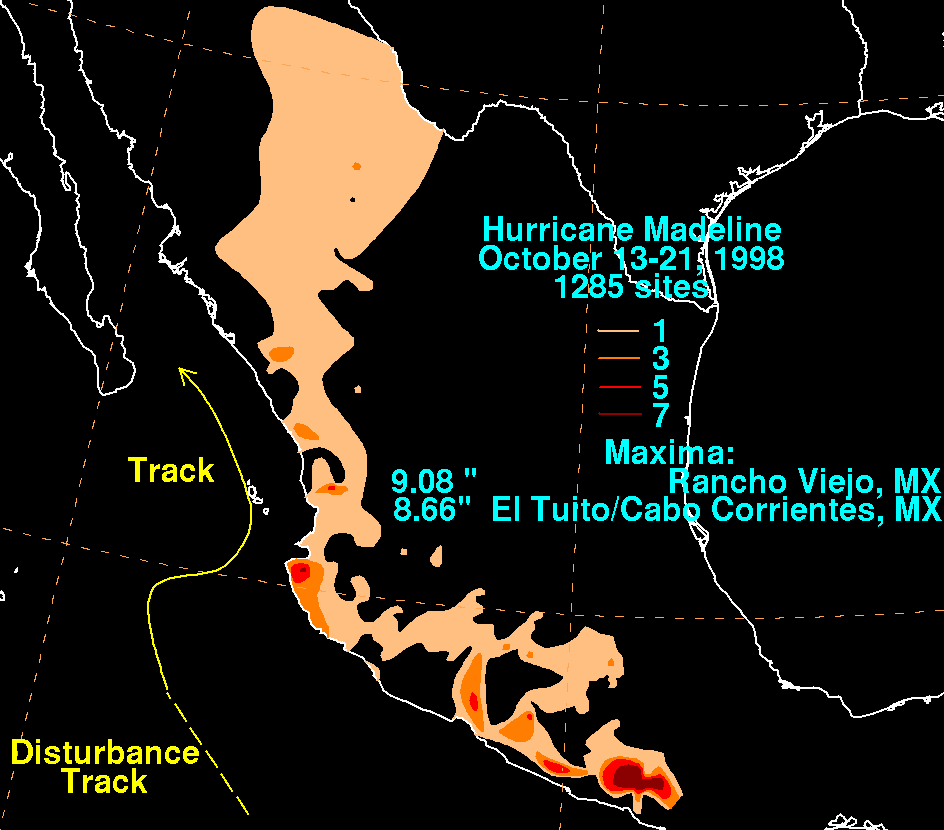
飓风玛德琳在墨西哥产生的降水分布

面对玛德琳的威胁，墨西哥政府向拉巴斯以南的下加利福尼亚半岛发布热带风暴警告，并向哈利斯科州圣帕特里西奥（San Patricio）至锡那罗亚埃尔多拉多（El Dorado）和玛丽亚群岛发布飓风警告。气象机构起初预测风暴会在马萨特兰附近登陆，政府官员因此关闭该市港口。墨西哥总统埃内斯托·柴迪洛建议可能受飓风影响地区的居民留在室内或前往避难所躲避。气旋还令加利福尼亚湾波涛汹涌，原计划在海湾内展开的鱼类调查因此取消。这次调查本会向位于丹佛市中心的新水族馆提供各种鱼类约8500条。墨西哥有关部门派遣2000名军人赶赴锡那罗亚州的太平洋沿海边远地区，为飓风来袭做好准备。巴亚尔塔港和马萨特兰的多个度假胜地有数以千计的居民和游客做好撤离准备。纳亚里特州海岸沿线政府部门挨家挨户告知居民有风暴来袭。此外，萨利纳克鲁斯（Salina Cruz）到阿卡普尔科之间地区的船只也接到警报，建议留在港口内，不要出海。
虽然玛德琳自始至终没有登陆，但其雨带还是对墨西哥沿海地区构成影响，降雨量高达250毫米。不过，该国因此造成的破坏和人员伤亡情况缺乏报导。风暴消散后，其残留湿气又在德克萨斯州中部引发严重洪灾。该州部分地点降雨量高达560毫米，引发的洪灾夺走31条人命，经济损失总额达7.5亿美元（1998年美元）。所有遇难人士中有24人为淹死，其中22人是在驾车行经被瓢泼大雨淹没的道路时溺毙。共有16起事故引起人员丧生，其中四起导致多人遇难。有三人死于外伤，一人则是在落水后因失温去世。德克萨斯州南部的灾情最为严重，圣安东尼奥和奥斯汀城区及周边所有郊区都受到重创。特拉维斯县、比尔县、瓜达卢佩县、科马尔县和考德威尔县重灾最为严重，圣安东尼奥和奥斯汀都在其范围内。美国地质调查局估计考德威尔县局部地区降下740毫米雨量，该县的洛克哈特（Lockhart）因靠近圣马科斯河（San Marcos River）致使洪水灾情特别严重。海斯县包括圣马科斯、新布朗费尔斯和凯尔（Kyle）在内的大部分地区降下510至760毫米雨量。整个德克萨斯州共有60个县发生洪灾，数以百计的居民被迫离开家园。
洪灾发生后，德克萨斯州有20个县经宣告成为联邦灾区，以便灾民获得联邦援助。当时的美国总统比尔·克林顿承诺会向风暴灾民伸出援手，州长乔治·沃克·布什同联邦紧急事务管理署局长一起到灾情最重的区域视察。